# Vladyslav Malykhin
Vladyslav Malykhin (né le 15 janvier 1998) est un athlète ukrainien, spécialiste du saut à la perche.
En mai 2017, il bat son record personnel à Zary en le portant à 5,70 m ce qui représente le minima pour les Championnats du monde 2017 à Londres où il ne se qualifie pas pour la finale, malgré 5,60 m.